# Maya Angelou
Maya Angelou, née Marguerite Annie Johnson le 4 avril 1928 à Saint-Louis (Missouri) et morte le 28 mai 2014 à Winston-Salem (Caroline du Nord), est une romancière, poète, dramaturge essayiste, actrice, scénariste, productrice, documentariste, professeure d'université et militante afro-américaine.
Personnalité importante du mouvement américain des droits civiques, elle est devenue une figure emblématique de la vie culturelle et politique aux États-Unis. Elle a publié une série autobiographique en sept volumes, trois essais, plusieurs recueils de poèmes, et a joué dans diverses pièces de théâtre, dans des films et des émissions de télévision sur une période couvrant plus de cinquante ans. Elle a ainsi reçu une douzaine de prix prestigieux et plus de cinquante diplômes honorifiques.
Maya Angelou accède à la célébrité avec le premier tome de sa série autobiographique, Je sais pourquoi chante l'oiseau en cage (1969) qui raconte sa vie jusqu’à l’âge de 17 ans. Il lui a apporté le succès et une renommée internationale, succès confirmé avec la parution en 1971 de son premier recueil de poésie, Just Give Me a Cool Drink of Water 'Fore I Diiie.
Elle a influencé de nombreuses personnalités afro-américaines et africaines, dont la journaliste Oprah Winfrey, qui fait souvent référence à elle.

## Biographie

### Enfance et formation
Marguerite Annie Johnson est la fille de Bailey Johnson et de Vivian (Baxter) Johnson, elle est surnommée « Maya » par son frère aîné Bailey Jr. Lorsque ses parents divorcent en 1931, elle et son frère Bailey sont confiés à Annie Henderson, leur grand-mère paternelle. Celle-ci tient une épicerie dans le village de Stamps (en), dans l'Arkansas, un État du Sud où sévit la ségrégation réglementée par les lois Jim Crow et garantie par les terroristes du Ku Klux Klan. Ainsi, dans le village de Stamps, la communauté blanche et la communauté afro-américaine sont réparties dans deux quartiers différents et Maya apprend qu'une enfant peut aussi être victime de la haine raciste. Mais la personnalité de sa grand-mère, un pilier de la communauté afro-américaine, lui donnera confiance en elle-même. Elle grandit dans l'amour de la nature et découvre la puissance et la musicalité de la parole en assistant aux offices de l'église. C'est également lors de sa formation religieuse qu'elle apprend à parler en public et à réciter des poèmes. Son père, Bailey Johnson, vient lui rendre visite de temps en temps.

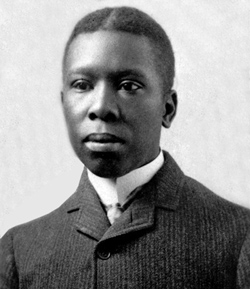
Portrait photographique de Paul Laurence Dunbar.

À l'âge de 7 ans, pour la première fois depuis le divorce de leurs parents, Maya et son frère revoient leur mère, Vivian Baxter, qui vit à Saint Louis. Pendant ce séjour, elle est violée par le compagnon de sa mère, lequel est assassiné quelques jours plus tard par l'oncle de Vivian Baxter. Traumatisée, elle est frappée de mutisme et retourne vivre chez sa grand-mère à Stamps. Elle s'enferme dans le silence pendant six années, ne parlant à personne d'autre que son frère, et se plonge dans la lecture. Grâce à une amie de sa grand-mère, Bertha Flowers, une femme cultivée, elle est encouragée dans sa soif de lecture et de découverte de la poésie. Cette amie lui fait découvrir William Shakespeare, Paul Laurence Dunbar et James Weldon Johnson, auteurs qui influencent durablement Maya Angelou. Bertha Flowers lui fait comprendre qu'un poème prend toute sa dimension et sa signification par la parole et la manière dont on le déclame. Ce lien entre l'écriture et l'oralité marquera l'inspiration de Maya Angelou.

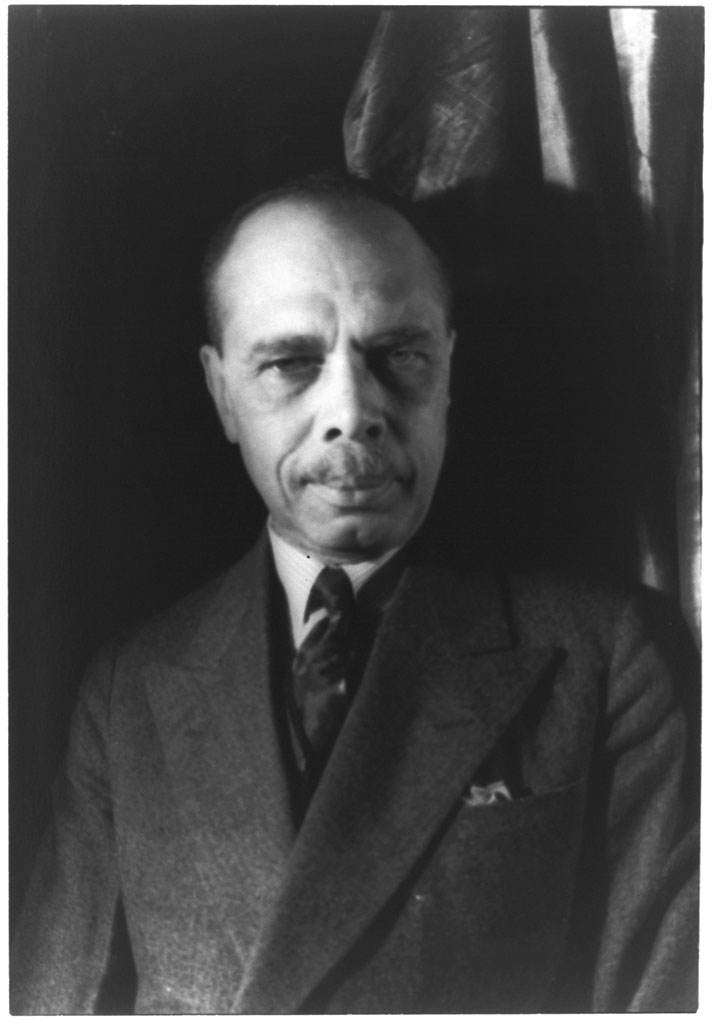
Portrait photographique de James Weldon Johnson réalisé par Carl Van Vechten

À ses 15 ans, sa grand-mère lui annonce qu'elle et son frère vont pouvoir vivre chez leur mère qui vit à Oakland, en Californie. Après le remariage de sa mère, la famille s'installe à San Francisco. Maya Angelou suit des études secondaires à la George Washington High School de San Francisco (en), elle assiste également à des cours du soir à la California Labor School (en) où elle apprend le théâtre et la danse. En 1945, peu de temps après avoir obtenu son diplôme de fin d'études secondaires, Maya est enceinte après des relations avec le fils d'un voisin, et accouche d'un garçon, Clyde Guy Bailey Johnson. Pour montrer à sa mère qu'elle est capable de prendre ses responsabilités, elle part vivre de façon indépendante,,,,,.

### Carrière

#### La Californie et les débuts difficiles

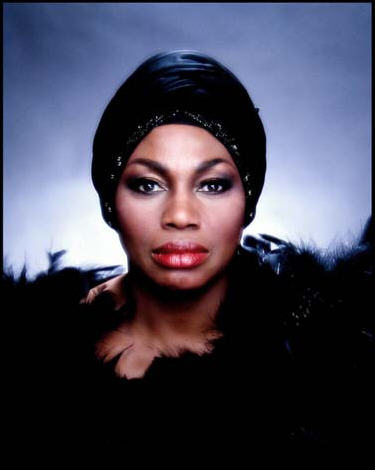
Portrait photographique de Leontyne Price réalisé par Jack Mitchell.

Alors qu'elle a 18 ans, Maya Angelou, mère célibataire, doit faire divers jobs pour survivre et pourvoir à l'éducation de son fils Guy. Receveuse de tramway, cuisinière dans un restaurant créole, puis serveuse dans un nightclub, le Hi-Hat de San Diego, elle s'essaye même quelques semaines au proxénétisme. Elle pose sa candidature pour entrer dans l'armée, mais elle est refusée car suspectée d'être communiste, ayant suivi des cours à la California Labor School (en), école mise à l'index pour son enseignement. Elle tombe amoureuse d'un homme qui la contraint à se prostituer, épisode qui dure un mois. De retour à San Francisco elle obtient un emploi de vendeuse chez un disquaire, où elle découvre la musique de jazz et des chanteurs comme Nat King Cole, Billie Holiday ou encore Sarah Vaughan. En 1949, elle tombe amoureuse de Tosh Angelos, un ancien marin grec devenu gérant d'un magasin de disques. Ils se marient en 1952, et elle devient ainsi Maya Angelos. Durant leur mariage, elle reste à la maison, partageant son temps entre l'éducation de son fils et l'écriture. Le couple divorce en 1955. Entre-temps, grâce à Jorie, une amie chanteuse, elle est embauchée au cabaret The Purple Onion (en) de San Francisco comme entraîneuse de bar, danseuse et chanteuse de calypso. Elle y prend le nom de scène de Rita Johnson ; mais le directeur du cabaret ne trouve pas ce nom vendeur et l'aide à trouver le nom de Maya Angelou qu'elle ne quittera plus. Jorie, qui chante également au Purple Onion, la présente à son coach pour qu'elle améliore son jeu de scène, lorsqu'elle chante tout en dansant. Le pianiste du Purple Onion, découvrant que Maya ne sait pas lire la musique, lui en apprend alors les rudiments nécessaires pour qu'elle reconnaisse au minimum sur quelle tonalité est telle ou telle chanson. Parallèlement, Maya Angelou se perfectionne en prenant des cours de chant auprès de Frederick Wilkerson qu'elle appelle Uncle Wilkie. Elle bénéficie alors rapidement d'une célébrité locale en tant que chanteuse auprès de la communauté littéraire et artistique de San Francisco. Non seulement elle a un bon contrat, mais elle est invitée à chanter à la radio et elle est interviewée par la presse locale ; elle sort enfin de la précarité et de l'obscurité. Elle développe sa culture littéraire et politique auprès des clients du Purple Onion et s'y fait des amis. Elle découvre les comédies musicales de George Gershwin et, en 1953, elle assiste à une représentation de son opéra Porgy and Bess, où figure la soprano Leontyne Price. Elle en sort émerveillée. Quelques mois après, grâce à Frederick Wilkerson, la direction du casting de l'opéra rend visite au Purple Onion pour l'auditionner. Elle est retenue pour tenir le rôle de Serena créé par Ruby Elzy, et participer à une prochaine tournée européenne, mais elle ne peut donner suite immédiatement, car elle doit chanter encore un trimestre pour honorer le contrat qui la lie au Purple Onion. Dès la fin de son contrat, Maya Angelou se rend à New York où elle passe une audition pour jouer dans une pièce de Truman Capote. Elle expose à ce dernier ses déboires ; Truman comprend tout de suite la situation et contacte la direction de la troupe de Porgy and Bess, qui est au Canada, juste avant de partir en Europe. C'est ainsi que Maya part en tournée de 1954 à 1955 et confie son fils à son mari et à sa mère. Lors de cette tournée, elle visite des pays tels que l'Italie, la Grèce, l'Espagne, l'URSS et découvre avec surprise des pays où la ségrégation n'existe pas et la facilité des échanges entre le public européen et les artistes afro-américains. De retour à San Francisco, elle trouve un emploi dans une agence de théâtre qui lui permet de jouer dans les théâtres de San Francisco et de sa région, restant ainsi plus proche de sa famille. En 1956, après avoir été chanteuse dans un night club de Beverly Hills, elle rejoint une communauté de beatniks à Sausalito. L'expérience tourne court, elle et son fils emménagent dans un bungalow à Laurel Canyon dans la banlieue de Los Angeles et elle reprend sa carrière de chanteuse. Harry Belafonte provoque un engouement national et international pour le calypso. Maya Angelou inscrit donc des calypsos dans son répertoire, elle en devient la reine locale. En 1957, elle enregistre l'album Miss Calypso pour le label Liberty Records et fait une apparition dans le film musical Calypso Heat Wave où elle chante l'un des titres de son album. Elle commence à se mettre à l'écriture et, lors d'une réunion animée par l'écrivain afro-américain John Oliver Killens (en), de passage en Californie, elle prend contact avec lui et lui présente ses écrits. John Oliver Killens l'encourage à écrire, mais il lui conseille d'emménager à New York si elle veut se faire connaître,,,,,,.

#### Un nouveau contexte historique

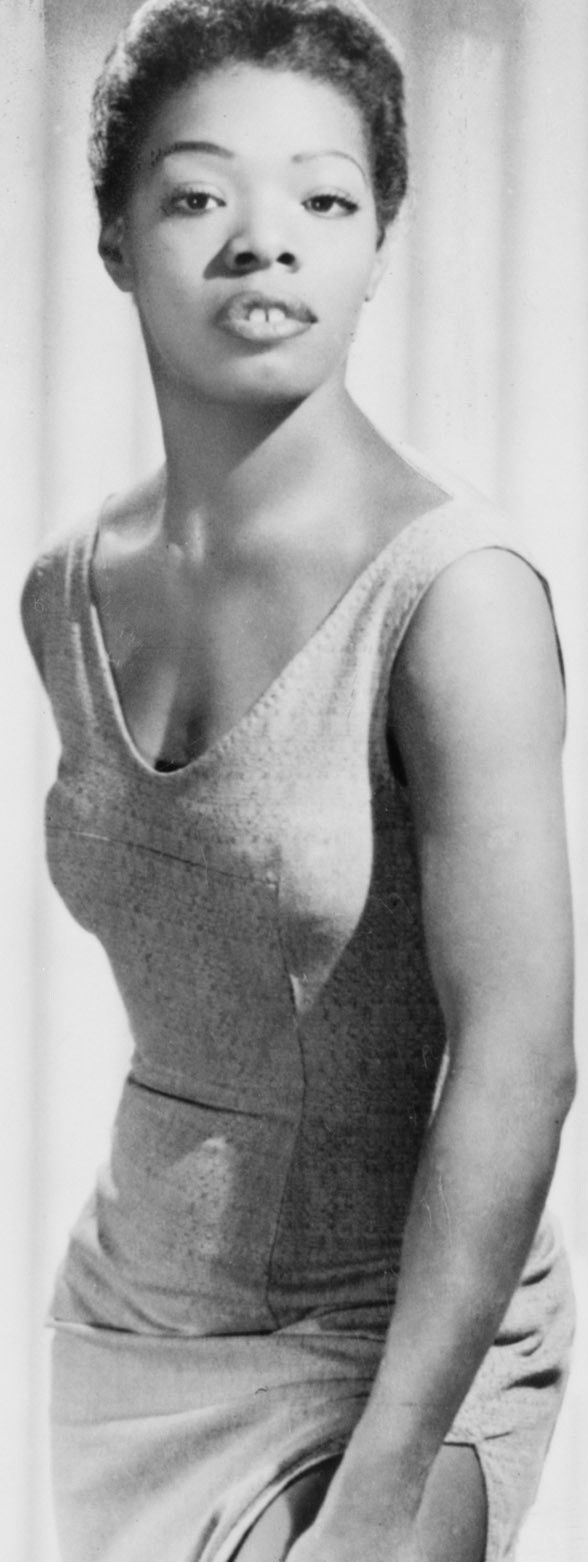
Maya Angelou en 1957.

Entre son retour de sa tournée européenne de 1954-1955 et son départ pour New York en 1959, plusieurs événements cruciaux se sont déroulés sur la scène de la lutte des droits civiques : l'arrêt Brown v. Board of Education du 17 mai 1954 qui met fin à la ségrégation scolaire dans l'enseignement public,, ainsi que le boycott des bus de Montgomery de 1955-1956, déclenché par Rosa Parks et animé par le jeune pasteur Martin Luther King qui met fin à la ségrégation raciale dans les transports publics par l'arrêt Browder v. Gayle du 5 juin 1956,,,,. Le président Dwight D. Eisenhower a promulgué le Civil Rights Act du 9 septembre 1957 (Public Law 85-315). Cette loi établi une commission des droits civiques, une division des droits civiques au ministère de la Justice et autorise le Procureur général des États-Unis à saisir un tribunal fédéral pour faire respecter et protéger le droit de vote des Afro-Américains. Elle interdit les actions de toute personne ayant autorité visant à intimider, menacer, contraindre les Afro-Américains pour qu'ils ne s'inscrivent pas sur les listes électorales ou de les empêcher de voter comme ils l'entendent. Aussi incomplète soit-elle, cette loi est un premier pas pour la prohibition de la ségrégation, elle permet de faire un inventaire de l'ensemble des dispositifs réglementaires ou de contraintes physiques élaborées par des personnes ou des groupes visant à entraver les droits civiques des Afro-Américains et surtout autorise l'État fédéral à mener des actions par voie de justice et donc par la force si nécessaire pour faire observer la déségrégation,,. L'épisode des Neuf de Little Rock de 1957 soutenu par Daisy Bates et Martin Luther King est un exemple remarquable de l'engagement de l'État fédéral dans le processus de déségrégation,,.

#### New York, les débuts du militantisme

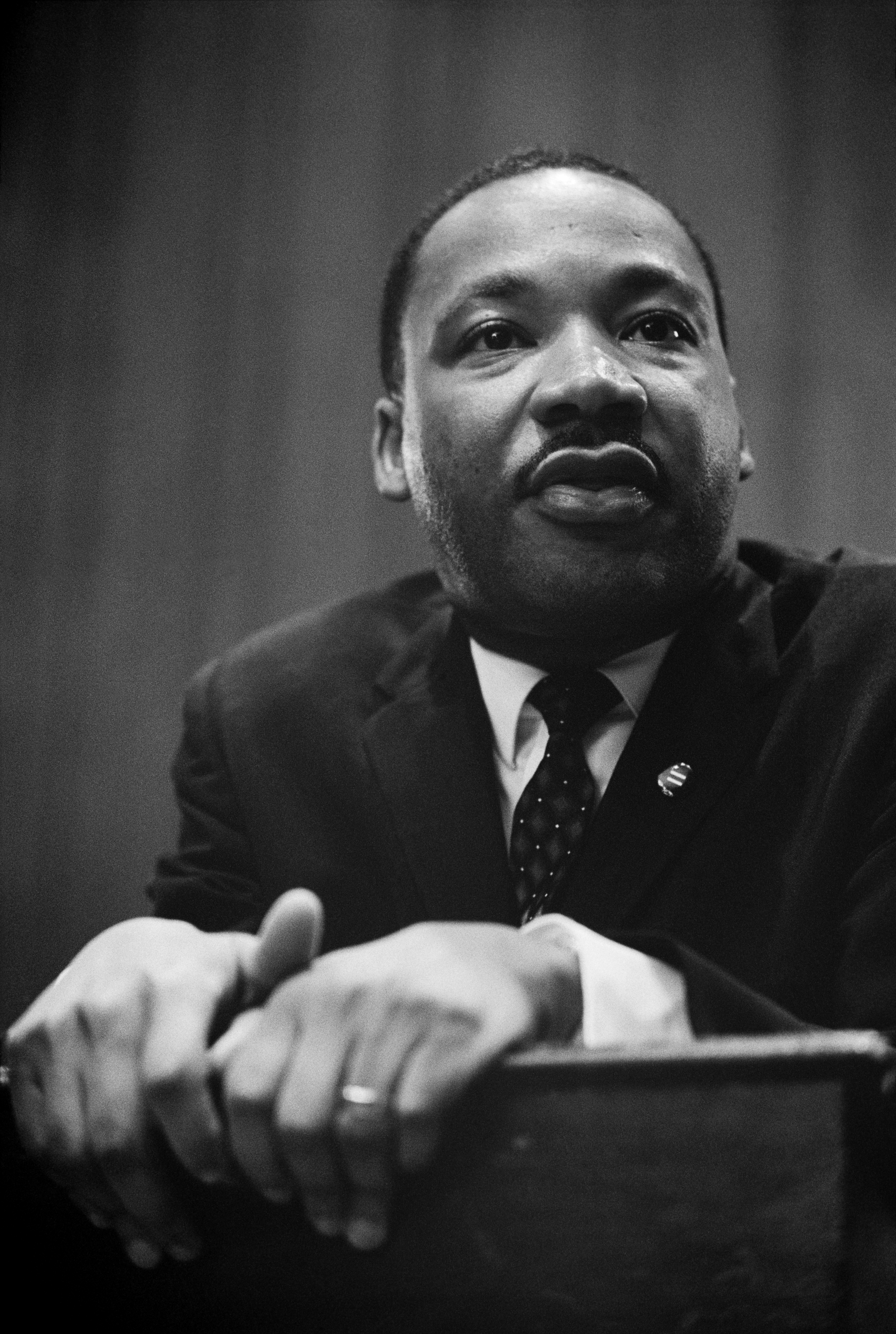
Martin Luther King photographié lors d'une conférence de presse.

En 1959, Maya Angelou et son fils s'installent à New York, dans le quartier de Harlem. Elle rejoint la Harlem Writers Guild (en), fondée par le romancier John Oliver Killens (en), le Dr John Henrik Clarke, Willard Moore et Rosa Guy. Pour gagner sa vie, elle se produit dans des cabarets de Greenwich Village en attendant de trouver d'autres sources de revenus. Une conférence de Martin Luther King, venu à New York afin de lever des fonds pour la Conférence du leadership chrétien du Sud (SCLC), l'impressionne énormément. Après la conférence, elle se demande avec d'autres artistes quoi faire pour soutenir ce jeune pasteur. C'est ainsi qu'elle propose à la SCLC, avec un ami l'acteur Godfrey Cambridge (en), la création et l'organisation d'une revue musicale dont les recettes lui seraient reversées. La SCLC donne son accord et Maya Angelou et Godfrey Cambridge mobilisent des artistes pour monter et représenter la revue Cabaret for Freedom,. À la suite du succès de la revue et à l'engagement de Maya Angelou, Bayard Ruskin, directeur de la section de la SCLC de New York, l'invite à prendre sa succession pour que lui-même puisse reprendre sa place de conseiller auprès de Martin Luther King. Bien que sa carrière de chanteuse décolle, l'appel de l'action militante l'emporte et Maya accepte le poste,.
Maya Angelou va s’enthousiasmer pour la révolution cubaine et lorsque Fidel Castro et la délégation cubaine se rendent au siège de l'ONU en 1960, elle quitte son bureau de la SCLC pour se joindre à la foule venue l'acclamer.
La montée du mouvement des droits civiques coïncidant avec les mouvements d'indépendance de l'Afrique, Maya Angelou va soutenir les mouvements d’émancipation des Noirs africains et plus particulièrement les mouvements contre l’apartheid en Afrique du Sud, surtout après le massacre de Sharpeville du 21 mars 1960. C'est dans ce cadre qu'elle invite le militant sud-africain Vusumzi Make (en), dit « Vus », compagnon de lutte de Nelson Mandela à donner une conférence aux membres de la SCLC. Dès qu'ils se rencontrent, c'est le coup de foudre réciproque. Elle rompt avec Thomas Allenson, son compagnon d'alors, pour vivre avec Vus. Elle quitte ses fonctions au sein de la SCLC en partie pour satisfaire Vus qui ne souhaite pas qu'elle travaille, et en partie parce que deux hommes ont été recrutés et assument une part croissante de ses fonctions. Vus et elle se présentent comme mariés, projetant de s'unir lors d'un voyage de noces à Londres où Vus assiste à une conférence de leaders africains, tandis qu'avec les épouses de ces leaders, elle s'interroge sur leur absence de rôle. Mais ils ne vont finalement pas au bout des démarches officielles de mariage,.
De retour à New York, Maya Angelou et Rose Guy fondent avec des amies la Cultural Association for Women of African Heritage (CAWAH). Cette organisation joue un rôle prépondérant dans l'organisation des actions de protestation après l'assassinat de Patrice Lumumba, malgré l'opposition de plusieurs dirigeants du mouvement Civil Rights, et de Malcolm X.
Plus tard, au cours de l'année 1961, elle est invitée à jouer dans la pièce de Jean Genet The Blacks : a Clown show (Les Nègres). Dans un premier temps, elle refuse, car si dans la pièce les Noirs sont vainqueurs des Blancs, une fois au pouvoir ils se montrent tout aussi violents, mauvais et racistes qu'eux, ce qui heurte ses convictions. Pour elle, c'est une pièce écrite par un Blanc européen ignorant tout de la réalité américaine. Finalement, sur les instances de son ami le compositeur et percussionniste de jazz Max Roach, elle accepte de tenir le rôle de la Reine blanche aux côtés de James Earl Jones, Roscoe Lee Brown, Godfrey Cambridge, Louis Gossett et Cicely Tyson. Vus s'y oppose dans un premier temps, considérant que sa place est à la maison, pour finalement accepter après lecture de la pièce. À cause d'un différend avec la production, le musicien Max Roach se retire, et Maya Angelou improvise en urgence avec Ether Ayler deux chansons pour la pièce. Lorsque le producteur refuse de les rémunérer pour ce travail, elle quitte la pièce, avant la dernière.
Étant mariée à un activiste sud-africain qui mène des actions clandestines, elle commence à être harcelée par la police et par des appels anonymes menaçants. Ses relations avec Vus se tendent, en raison du contrôle qu'il souhaite exercer sur sa vie, de suspicions d'infidélités sur lesquelles il refuse de s'expliquer, et parce qu'il lui a caché ses problèmes financiers, qui les mettent à la rue 24 heures après un avis d'expulsion. Vus s'envole alors aussitôt pour l'Égypte, tandis qu'elle prend une chambre dans un hôtel. Elle cherche un réconfort auprès de sa mère, Vivian en se rendant avec son fils à San Francisco, mais la présence du nouveau mari de sa mère, un alcoolique, crée des difficultés et finalement elle part au Caire avec son fils rejoindre son époux.

#### L'Afrique

Maya Angelou récitant son poème On the Pulse of Morning lors de l'Inauguration Day de Bill Clinton en 1993.

De 1963 à 1965, Maya Angelou, son fils et Vusumzi Make (en) vont séjourner au Caire. En 1963, les États-Unis sont marqués par des événements sanglants comme l'attentat de l'église baptiste de la 16e rue, commis par le Ku klux Klan, où quatre jeunes adolescentes afro-américaines ont trouvé la mort, le meurtre de Medgar Evers, par un membre du Klan et l'assassinat du président John Fitzgerald Kennedy. Maya commence à travailler comme reporter pour le magazine anglophone Arab Observer (en). Le fait qu'elle ait obtenu un emploi, sans consulter son époux, heurte Vus car dans sa culture une femme mariée n'a pas à travailler : c'est humiliant pour son mari. Mais Maya arrive à le faire changer d'avis. Peu à peu, elle se professionnalise, écrit des reportages qu'elle lit à la radio du Caire. Cet emploi donne un sens nouveau à sa vie et elle questionne son union avec Vus. Ils se séparent en 1963. Après que son fils a achevé ses études secondaires, elle part avec lui au Ghana pour qu'il puisse s'inscrire à l'université du Ghana à Accra. Elle rejoint la communauté des expatriés afro-américains d'Accra. Elle visite le port Cape Coast, où les marchands d'esclaves livraient leur butin aux négriers. Elle est déchirée par sa double identité d'Africaine et d'Américaine, et ce ne sont pas les habitants du Ghana, préoccupés par leurs propres problèmes, qui vont l'aider. Les Ghanéens sont globalement indifférents aux Afro-Américains et elle prend conscience que l'Afrique ne peut être sa patrie.

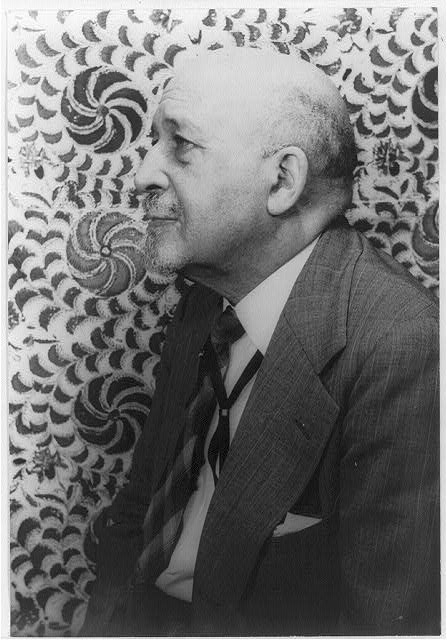
Portrait de W. E. B. Du Bois par le photographe Carl Van Vechten.

1963 est une année qui marque Maya Angelou. En plus de la montée du mouvement des droits civiques, le 27 août 1963, W. E. B. Du Bois, l'un des fondateurs historiques de la NAACP, décède à Accra où il vivait depuis 1961. En participant à une marche d'hommage à W.E.B Du Bois à l'ambassade des États-Unis, elle prend conscience qu'elle peut être physiquement en Afrique mais que son cœur est américain. Son histoire, comme celle des autres Afro-Américains, est une histoire américaine même si son poids est lourd à porter.

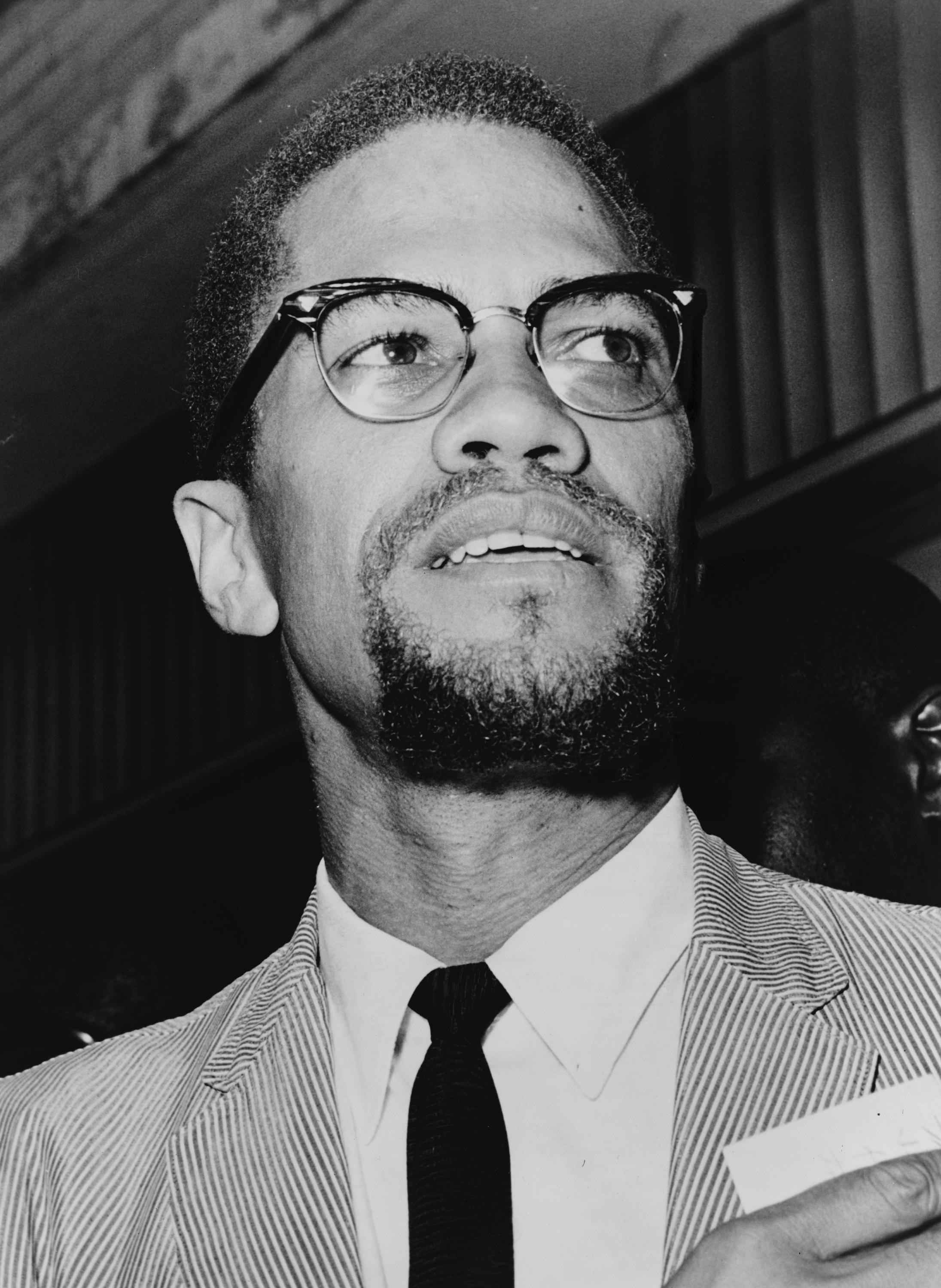
Photographie de Malcolm X.

En 1964, Malcolm X, qui vient d'un pèlerinage à La Mecque après s'être converti à l'Islâm sunnite, rencontre la communauté afro-américaine d'Accra, il surprend son auditoire par ses paroles pacifistes où il parle de ses frères blancs, lui qui auparavant parlait « des diables blancs ». Malcolm X lui propose un poste à New York au sein de l'Organisation pour l'unité afro-américaine (OAAU), qu'il a créée le 28 juin 1964. Après quelques hésitations, Maya Angelou prend conscience que, si son séjour en Afrique fut nécessaire pour mieux se comprendre et donner un sens à sa vie, elle va devoir continuer sa quête d'elle-même aux États-Unis.

#### Le retour aux États-Unis
Maya Angelou retourne aux États-Unis en février 1965. Peu de temps après son arrivée, elle est affligée par la tragédie qui frappe son ami et mentor Malcolm X alias Malek El-Shabazz. Entre lui et Nation of Islam, la tension ne cessait de croître. Le 21 février 1965, Malcolm X prononce un discours devant un auditoire de quatre cents personnes. Il est alors assassiné, un membre des Black Muslims lui tirant à l'abdomen avec un fusil à canon scié, tandis que deux autres personnes lui tirent vingt et une fois dessus avec des revolvers.
Dévastée par cet assassinat, elle part s'installer à Hawaï avec son fils venu la soutenir. Là, elle reprend son métier de chanteuse et est embauchée par un night club, le Encore. Bien qu'elle n'ait pas chanté depuis plusieurs années, elle retrouve vite son professionnalisme passé. Au bout de six mois, elle se décide à rejoindre le continent, elle emménage à Los Angeles où elle peut reprendre contact avec des amies telles que les actrices Frances E. Williams (en) ou Beah Richards. Au mois d'août 1965, éclatent à Los Angeles les Émeutes de Watts, qui feront plus de trente morts et plus de 1 000 blessés,. Maya ne peut se contenter de voir les événements à la télévision, elle se mêle aux émeutiers pour être témoin de la violence et de la rage qui habitent les Afro-Américains et elle éprouve la nécessité de l'exprimer par la voie artistique.

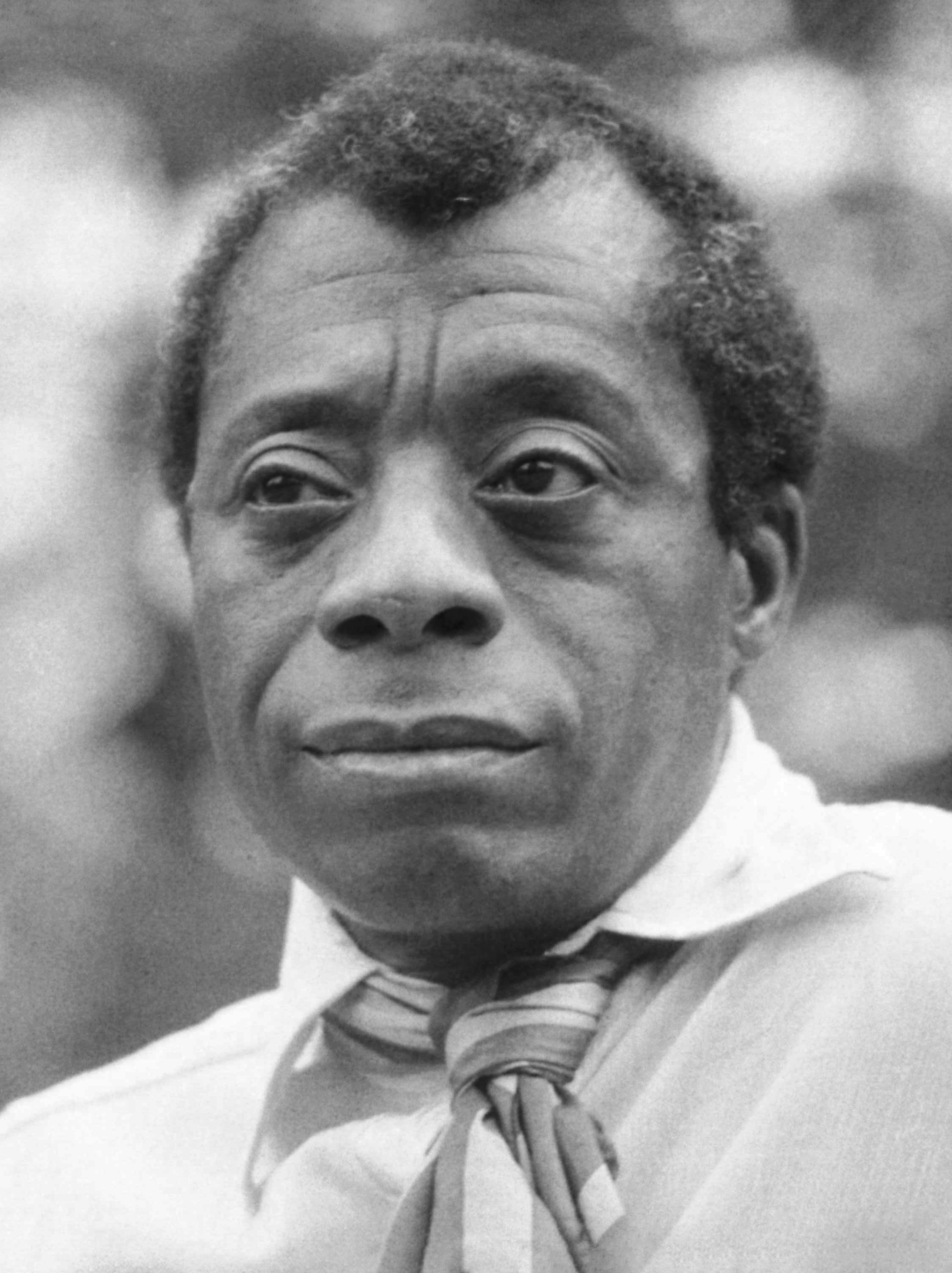
Photographie de James Baldwin.

Après avoir vainement tenté de faire jouer sa pièce de théâtre All Day Long et de faire se publier, Maya Angelou comprend que sa place n'est pas à Los Angeles. Aussi retourne-t-elle à San Francisco en compagnie de son amie Rosa Guy où elles vont habiter ensemble dans l'appartement de cette dernière à New-York. Mais, alors qu'elle est encore à San Francisco, Rosa Guy est victime d'un accident de la circulation et est transportée d'urgence à l'hôpital dans un état sérieux, Maya Angelou rend visite à Rosa tous les jours. Une fois guérie, Rosa vient s’installer chez la mère de Maya, étant assurée d'être bien soignée durant sa convalescence. Maya Angelou emménage dans l'appartement de Rosa Guy situé dans le quartier de l'Upper West Side à New York où elle fait la connaissance de celui qui devient son ami et son frère, James Baldwin, et de celle qui devient aussi son amie et sa sœur, Dolly McPherson, qui écrira un livre consacrée à Maya Angelou (Order Out of Chaos: The Autobiographical Works of Maya Angelou). Elle renoue avec des amis de la Harlem Writers Guild comme John Oliver Killens, Julian Mayfield (en) et son épouse Ana Livia Cordero,,.
En 1968, Maya Angelou se rend à la cérémonie d'hommage à W.E.B. Du Bois (en mémoire du cinquième anniversaire de sa mort au Ghana en 1963) qui se tient au Carnegie Hall. Elle écoute l'éloge funèbre prononcée par Martin Luther King qui rappelle le vœu de Du Bois à rassembler les différents peuples de la terre par delà les couleurs de peau afin de préparer un avenir meilleur pour les États-Unis et le monde. Après la fin de la cérémonie, Maya Angelou, accompagnée par James Baldwin va rencontrer Martin Luther King. Lors de leur conversation, il lui demande quels sont ses projets. Elle lui répond qu'elle en train d'écrire deux pièces de théâtre The Clawing Within et Adjoa Amissa ; Martin Luther King lui parle de son projet d'organisation d'une « marche des pauvres » sur Washington (district de Columbia) qui rassemblerait des pauvres de toute origine et lui demande si elle voudrait bien rejoindre la Poor People's Campaign (en) (campagne des pauvres) en faisant le tour de différentes églises pour obtenir des fonds. Elle donne son accord mais dit qu'elle ne commencera qu'après avoir fêté son anniversaire qui aura lieu le 4 avril 1968. Alors qu'elle est en plein préparatif de son anniversaire, elle apprend avec stupeur l'assassinat de Martin Luther King qui vient de se produire. Elle est effondrée : les deux grands leaders de la cause afro-américaine Malcolm X et Martin Luther King ont été tués,.
Si l'année 1968 fut une année tragique, elle est aussi l'année d'un nouvel envol pour Maya Angelou. La filiale de la Public Broadcasting Service (PBS) de San Francisco lui passe une commande pour réaliser une série télévisée de 10 épisodes d'une heure chacun sur la culture afro-américaine. Ne connaissant rien à la production audio-visuelle, elle fait appel à un ami Gerard « Jerry » Purcell qui lui fera office d'agent artistique. La série a pour titre Blacks, Blues, Black ! et a pour thème les interactions entre la culture occidentale et la culture africaine. Maya est la narratrice des épisodes. Le directeur de collection des éditions Random House, Robert Loomis (en), qui a commencé à voir la série, lui écrit pour lui demander si elle voudrait rédiger une autobiographie qu'il publierait,. Dans un premier temps Maya refuse la proposition, jugeant qu'elle est encore trop jeune pour écrire une autobiographie, mais Robert Loomis insiste, et pour obtenir l'adhésion de Maya, la met au défi. Il lui téléphone et lui dit « Miss Angelou cela a été un plaisir de converser avec vous. Mais je suis plutôt content que vous ayez refusé d'écrire une autobiographie. Car écrire une autobiographie littéraire est la chose la plus difficile qui soit », Maya piquée au vif lui répond « Je le ferai ! »,.

#### I Know Why the Caged Bird Sings

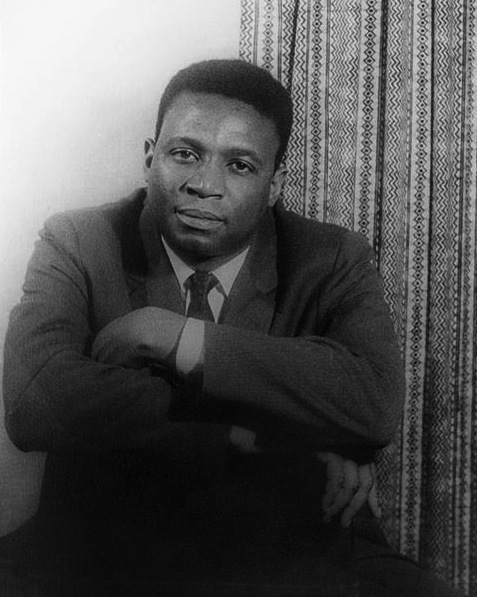
Photographie de Julian Mayfield.

Maya Angelou se met à l'écriture de son autobiographie mais elle tient à lui donner une autre dimension que l'histoire de sa vie, que ce soit un témoignage de l'expérience spécifique des Afro-Américains, de leur dignité. Quand en 1969, le livre est publié sous le titre de I Know Why the Caged Bird Sings, c'est un succès. C'est le premier ouvrage de cette sorte écrit par une Afro-Américaine qui figure sur la liste des best-sellers de sa sortie jusqu'en 2009, comme l'indique l'American Library Association,. Le livre sera traduit dans différentes langues, lu et commenté dans les universités, il est salué comme un nouveau genre de mémoires. La force du livre tient principalement au style poétique et lyrique de la narration,. Cette première autobiographie est suivie de six autres livres autobiographiques : Gather Together in My Name (1974), Singin' And Swingin' And Gettin' Merry Like Christmas (1976), The Heart of a Woman (1981), All God's Children Need Traveling Shoes (1986), A Song Flung Up to Heaven (2002) et Mom & Me & Mom (2013). Chaque volume développe de façon progressive la compréhension que Maya Angelou a d'elle même, de ses diverses expériences en tant femme afro-américaine confrontée aux diverses discriminations, de jeune fille violée, des tentations de la drogue, de militante du mouvement américain des droits civiques. De façon plus spécifique I Know Why the Caged Bird Sings est le récit d'une enfant qui devient adolescente et découvre les difficultés à survivre dans un monde de violence. Il commence par la séparation tumultueuse de ses parents, aborde ensuite son éducation auprès de sa grand-mère, son viol et le meurtre de son agresseur et s'achève au moment où Maya Angelou, jeune mère célibataire, va montrer sa capacité à se prendre en charge, à être responsable d'elle-même et de son enfant en quittant le foyer maternel pour mener une vie indépendante. Sa volonté de vivre par delà les blessures reçues explique le titre de I Know Why the Caged Bird Sings (Je sais pourquoi chante l'oiseau en cage). Maya Angelou est l’une des premières femmes afro-américaines à avoir exposé sa vie personnelle de façon publique et libre, liberté nouvelle qui la démarque des autres biographies rédigées par des auteures afro-américaines. Le critique littéraire Hilton Als (en), dans son article Songbird, Maya Angelou takes another look at herself  (The New-Yorker du 29 juillet 2002) rapporte diverses appréciations comme celle de l'universitaire afro-américaine Mary Helen Washington (en) « Les femmes noires du XIXe et du début du XXe siècles qui écrivaient leur autobiographie avaient été figées dans la conscience de soi par la nécessité de défendre les femmes et les hommes noirs contre les stéréotypes racistes et dominants. Reléguées aux marges de la vie, elles ont eu du mal à se réécrire en personnages centraux. » et, toujours dans le même article, celle de l’écrivain afro-américain Julian Mayfield (en) qui qualifie I Know Why the Caged Bird Sings d'œuvre d’art qui échappe à la description. Pour lui, les autobiographies de Maya Angelou ont créé un précédent non seulement pour d’autres écrivaines afro-américaines mais pour l’autobiographie afro-américaine dans son ensemble, car elle a su renouveler un genre fatigué, usé, formaté par les stéréotypes. Selon le linguiste et professeur de littérature anglaise John McWhorter (en), les œuvres d’Angelou sont une apologie de la culture afro-américaine. Elle y a montré à une Amérique empreinte de préjugés racistes que les écrivains afro-américains étaient tout aussi capables de manier l'anglais académique le plus formel que la langue des rues, directe, plus crue mais tout aussi authentique et que cette dernière était tout aussi riche de nuances que la langue littéraire,.

#### Le succès littéraire et les nouvelles opportunités

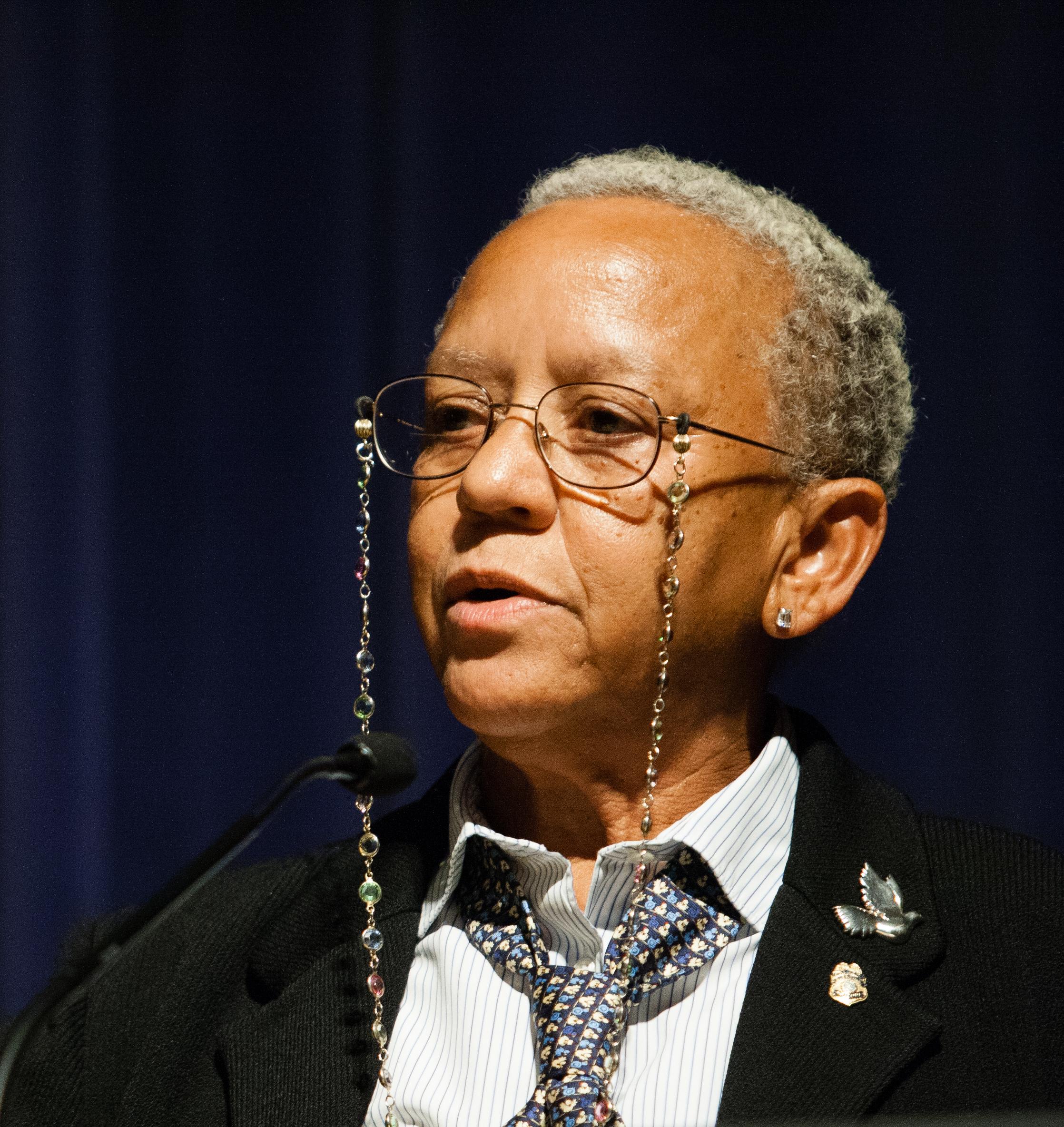
Portrait photographique de Nikki Giovanni.

Le succès de I Know Why the Caged Bird Sings et sa reconnaissance ouvrent de nouvelles perspectives pour Maya Angelou : elle est invitée par l'université du Kansas en tant que Poet resident pour partager son expérience de l'écriture, elle est également nommée membre de l'Université Yale. La Columbia l'invite pour venir à Hollywood afin d'écrire un scénario d'adaptation filmographique du roman d'Alex Haley The Autobiography of Malcolm X. En 1971, son premier recueil de poèmes Just Give Me a Cool Drink of Water 'Fore I Diiie, est publié. C'est un second succès littéraire, il est sélectionné pour le prix Pulitzer de la poésie, et elle est invitée à donner des conférences à l'Université Wake Forrest de Winston-Salem en Caroline du Nord. Maya fait maintenant partie de la nouvelle génération des écrivaines afro-américaines aux côtés de Nikki Giovanni, Sonia Sanchez, et Jane Cortez. La même année, elle écrit un projet de film Georgia, Georgia qui narre une histoire d'amour interracial entre deux Américains vivants en Afrique. Le film est produit en Suède en 1972 par les studios Cinerama qui, après avoir écarté Maya de la réalisation, la confie à Stig Björkman avec Diana Sands et Dirk Benedict dans les rôles principaux. Maya est déçue car le film est mis en scène par une personne qui ne connaît rien à la complexité socio-culturelle américaine et afro-américaine, mais comprenant cette décision, lorsqu'elle retourne aux  États-Unis, elle se met à prendre de cours de mise en scène cinématographique à l'American Film Institute (AFI) de Los Angeles. La même année, lors d'un séjour à Londres, elle rencontre l'écrivain gallois Paul du Feu (en), c'est le coup de foudre. Ils se marient en 1973 à la Glide Memorial Church (en) de San Francisco. Après s'être installé à Los Angeles, le couple décide d'emménager dans la Sonoma Valley dans le nord de la Californie. Là, en plus de son travail d'écriture, Maya Angelou donne des conférences à l'université d'État de Californie à Sacramento et s'adonne à sa passion de la gastronomie en s'offrant une collection de livres de recettes de cuisine. Elle continue toujours le théâtre. En janvier 1973, elle joue dans la pièce Look Away de Jerome Kilty (en) montée au Playhouse Theatre où elle tient le rôle d'Elizabeth Keckley, sa prestation lui vaut une nomination pour le Tony Award. Dans le cadre de ses études à l'AFI elle tourne un court-métrage All day long qu'elle produit,,.

#### La reconnaissance
En 1974, sort le second volume de son autobiographie Gather Together in My Name. Elle rédige également une adaptation de la tragédie de Sophocle, Ajax, qui sera montée au théâtre le Mark Taper Forum (en) de Los Angeles. En 1975, le président Gerald Ford l’intègre au conseil d'organisation des fêtes du bicentenaire des États-Unis.
Après la parution en 1975 de son second recueil de poésie Oh Pray My Wings Are Gonna Fit Me Well, la Fondation Rockfeller choisit Maya Angelou pour faire partie des quinze chercheurs invités au Bellagio Study and Conference Center au bord du lac de Côme en Italie. Maya Angelou s'y rend avec son époux Paul du Feu. Durant son séjour à Bellagio, elle achève la rédaction du troisième volume de son autobiographie Singin' And Swingin' And Gettin' Merry Like Christmas qui parait en 1976.

#### La confirmation

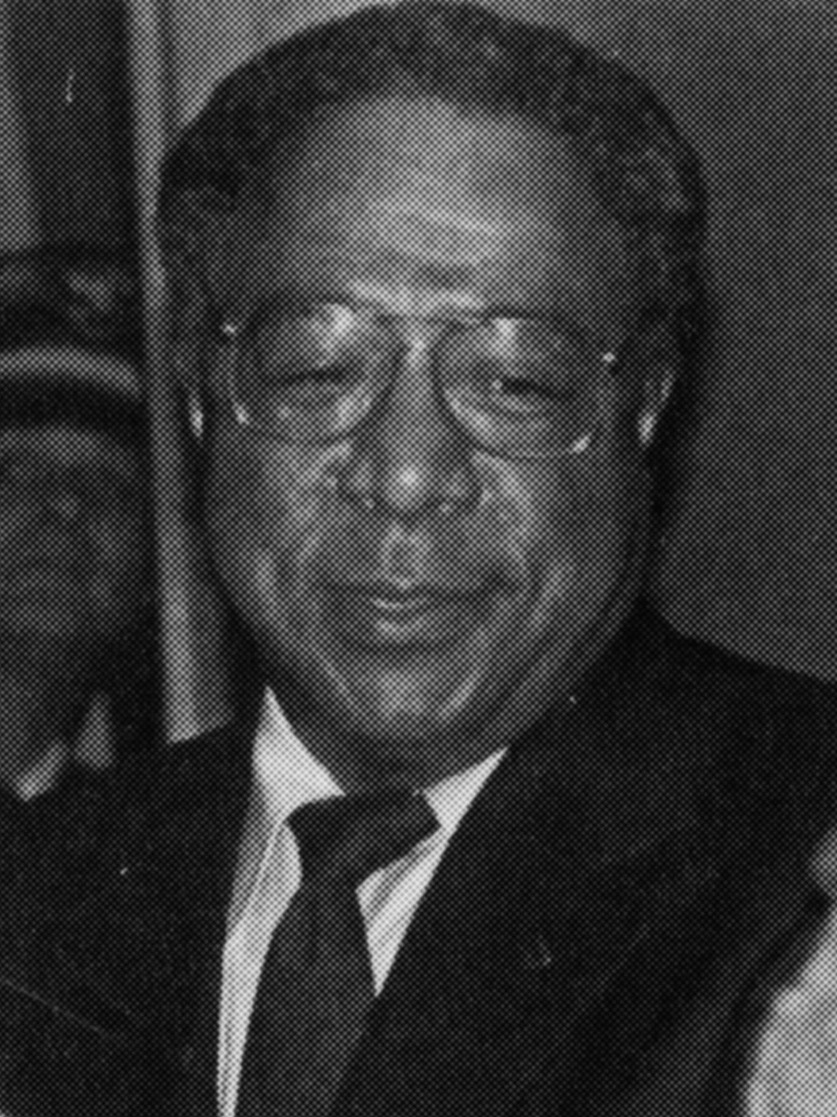
Photographie de Alex Haley.

En 1977, elle joue dans la mini-série Racines réalisée d'après le roman Racines écrit par son ami Alex Haley, où elle tient le rôle de Ngo Boto, la grand mère de Kunta Kinte dans deux épisodes, sa prestation lui vaudra une nomination aux Emmy Awards,.
En 1978, Maya Angelou publie son troisième recueil de poésie And Still I Rise. C'est au moment où sa célébrité est bien assise que son couple bat de l'aile, le divorce est prononcé en 1981. Après le divorce, elle emménage à Winston Salem dans la Caroline du Nord et publie le quatrième volume de son autobiographie The Heart of a Woman. En 1982, ayant eu vent de son arrivée, l’Université Wake Forrest (située elle aussi à Winston Salem) lui propose de tenir la chaire de littérature anglaise. Elle donne son accord mais avec une clause : elle n'enseignera qu'un semestre par année universitaire, afin de pouvoir se consacrer le reste du temps à l'écriture,.
Après avoir publié  son quatrième recueil de poésie Shaker, Why Don't You Sing ? elle commence la rédaction de son premier livre pour enfants Mrs. Flowers: A Moment of Friendship, qui sera édité le 1er janvier 1986. Régulièrement, elle se rend au Royaume-Uni, car elle y apprécie les excentricités des britanniques et la richesse de la langue anglaise. Bien qu'elle ait pris ses distances vis-à-vis d'Hollywood, elle n'oublie pas son intérêt pour le cinéma et c'est à Londres qu'elle va réaliser Moon on a Rainbow Shawl.
En 1988, Maya Angelou fête ses 60 ans. Alors qu'à cet âge la plupart des personnes songent à leur retraite, elle prend sa vitesse de croisière. Elle écrit, enseigne, et des milliers de personnes viennent remplir les églises et les salles pour écouter ses conférences, ou se précipitent lors de séances de dédicaces. Elle est invitée de toutes parts à des banquets, à donner des interviews à la radio, à la télévision, par des journalistes de la presse nationale. Ses diverses prises de paroles sont émaillées de pointe d'humour, Maya Angelou aime rire et conclut souvent ses interventions en se mettant debout, le bras levé et son index montrant le ciel en disant « And Still I Rise / Et je me dresse encore ».

#### La figure nationale
En 1993, alors que Maya Angelou va sur ses 65 ans, le président Bill Clinton la contacte pour qu'elle lui rédige et lise un poème pour sa cérémonie d'investiture. Consciente des enjeux de sa présence à cet événement, elle relit les œuvres de W.E.B Du Bois, de Frederick Douglass, de la poète Frances Ellen Watkins Harper puis elle s'isole dans une chambre d’hôtel et demande au personnel de ne pas la déranger. Pour seuls livres, elle a la Bible et le Roget's Thesaurus (en). Elle rédige On the Pulse of Morning (en), un poème de 668 mots qui reprend ses thèmes de prédilection (les êtres humains ont plus de points communs que de différences, l'Amérique est capable de parvenir à l'unité et à la paix). Le texte est un appel à la paix, la justice, l'harmonie et la fraternité. Elle y partage ses espérances en tant que citoyenne américaine, militante des droits civiques, femme et enseignante. Le 20 janvier 1993, alors qu'elle est face à la nation et aux télévisions du monde, elle commence par une courte introduction « Je n'arrive pas à réaliser où je suis, j'essaie de me mettre à distance, je suis effrayée à l'idée de perdre le fil de mon poème. », puis la magie de son art de la déclamation issue des traditions orales afro-américaines fait son effet,,,,.

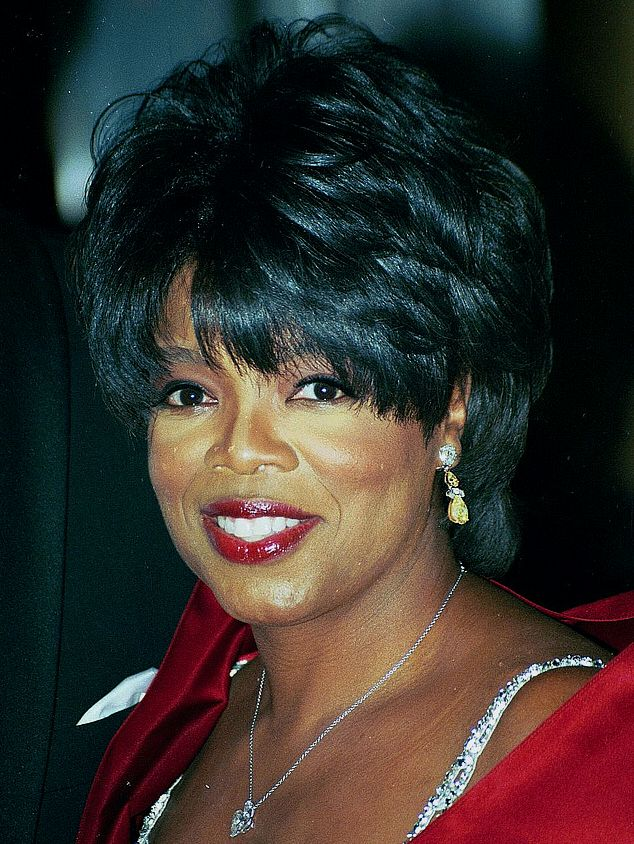
Photographie de Oprah Winfrey en 1997.

Pour l'anniversaire de ses 65 ans, Oprah Winfrey organise une fête sur un yacht où ne sont admis que les amis intimes. Oprah est une amie de longue date, ayant de nombreux points communs avec Maya Angelou. L'une comme l'autre ont été élevées par leur grand mère, ont été violées lorsqu'elles étaient encore des enfants, elles sont passionnées de littérature et toutes les deux ont su dépasser leurs épreuves, développer une joie de vivre et devenir des humanistes. Lorsque Maya Angelou est l'invitée du Oprah Winfrey Show en juillet 1993, l'émission est suivie par une large audience liée à son apparition lors de la cérémonie d'investiture du président Bill Clinton.
Son poème On the Pulse of Morning connaît de multiples éditions. Maya Angelou décide de faire un enregistrement de ce poème qui lui vaut d'être lauréate d'un Grammy Award en 1993. En regard de ce succès, elle recommence l'expérience en enregistrant plusieurs poèmes au sein d'un album Phenomenal Woman qui sera couronné par un second Grammy Award en 1995. I Know Why the Caged Bird Sings, qui s'était vendu à plus de deux millions d'exemplaires, suscite un regain d'intérêt et reste pendant 143 semaines dans la liste des meilleures ventes. Il devient un livre de référence dans les écoles. Les ventes de ses autres livres bondissent, connaissant en moyenne une augmentation de 600 %. Maya Angelou est devenue une icône nationale ; lors d'une interview, elle déclare « Avant, quand je me promenais dans la rue, sur cent personnes que je croisais seules dix me reconnaissaient, maintenant c'est quarante ! ».

Portrait de Jean-Michel Basquiat par Miguel Rodez

Elle continue sa production de livres pour enfants : Life Doesn't Frighten Me en 1993 avec des illustrations de Jean Michel Basquiat, My Painted House, My Friendly Chicken, and Me en 1994 et Kofi and His Magic en 1996.
En 1994, Maya Angelou reçoit la médaille Spingarn qui est la plus haute distinction décernée par la National Association for the Advancement of Colored People (NAACP).
Maya Angelou est appelée à d’autres manifestations officielles. Le 5 juillet 1995, elle lit l'un de ses poèmes A Brave and Startling Truth lors des cérémonies célébrant le cinquantième anniversaire de l'Organisation des Nations Unies et trois mois plus tard, le 16 octobre 1995, elle participe à la Million Man March aux côtés de Rosa Parks. En 1996, elle est nommée ambassadrice nationale par l'Unicef afin de promouvoir ses actions et récolter des fonds. Elle est demandée pour tenir des conférences dans diverses universités, rien qu'en 1996 elle a gagné deux millions de dollars pour la tenue de ses conférences.
En 1998, elle revient derrière la caméra en dirigeant Down in the Delta (version française Loin d'ici (film)) avec Alfre Woodard, Al Freeman Jr., Esther Rolle, Wesley Snipes, Loretta Devine. Maya identifie son travail de réalisatrice à celui d'écrivaine « J'en viens à considérer la caméra comme mon stylo, laissant mon stylo écrire l'histoire ». Le film a pour objet une famille qui se brise et qui se recompose et elle précise que « Cette histoire et celle d'une famille noire, mais elle aurait pu tout aussi bien être celle d'une famille irlandaise ou d'une famille juive, elle aurait pu aussi bien avoir pour cadre la ville de Canton dans l'Ohio que la ville de Canton en Chine ».
Maya Angelou finit le XXe siècle adulée de toutes parts, elle fait partie des quelques personnalités comme Bill Gates qui sont le plus invitées à donner des conférences dans les universités de Californie au Massachusetts et du Dakota du Sud à la Floride. Elle est classée par le magazine littéraire Writer's Digest (en) comme faisant partie des 100 meilleurs écrivains du XXe siècle,.

#### La sage du monde
Maya Angelou aborde le XXIe siècle en tant que légende vivante afro-américaine de dimension internationale aux côtés de Oprah Winfrey, Tiger Woods, Michael Jordan, Colin Powell… En 2000, le président Bill Clinton lui remet la National Medal of Arts en disant à son sujet « Maya Angelou a montré au monde le pouvoir de rédemption, de résilience de l'art. ». Le Washington Post comme le Times, Marie Claire et le Guardian célèbrent sa sagesse,,,. Le Los Angeles Times et le New York Times la qualifient de diva de la culture,,.
Malgré son âge, Maya Angelou continue à parcourir les États-Unis pour briser les barrières entre les communautés, inciter les jeunes à se cultiver. Elle commence une nouvelle série de romans pour enfants : ce sont les différents volumes du Maya's World. En même temps qu'elle achève la rédaction de deux derniers volumes de son autobiographie A Song Flung Up to Heaven et Mom & Me & Mom, elle se lance à partir de 2004 dans l'écriture de livres de recettes culinaires avec Hallelujah! the Welcome Table: A Lifetime of Memories with Recipes, suivi de Great Food, All Day Long: Cook Splendidly, Eat Smart: A Cookbook (2010) ; chaque recette est accompagnée de commentaires où elle rapporte où et comment elle a découvert tel ou tel plat lors de ses nombreux voyages à travers le monde.
Le 28 mai 2014, Maya Angelou meurt des suites d’une longue maladie, après avoir été trouvée inconsciente dans sa maison de Winston-Salem,, quelques jours après avoir annulé une apparition aux Beacon Awards de Houston où elle devait être honorée. Elle avait 86 ans.
À l'annonce de sa disparition, le président Barack Obama lui rend hommage en disant : « Aujourd'hui, Michelle et moi nous joignons à des millions de personnes dans le monde pour nous souvenir de l'une des lumières les plus brillantes de notre temps - une écrivaine brillante, une amie à toute épreuve et une femme vraiment phénoménale »,.
Après ses funérailles, sa dépouille est incinérée et ses cendres dispersées.

### Vie familiale
En 1952, Maya Angelou épouse Tosh Angelos. Le couple divorce en 1955,.
En 1960, elle entame une union libre avec le militant sud-africain Vusumzi Make (en), dit Vuz. Le couple se sépare en 1963.
En 1973, elle épouse en secondes noces l'écrivain gallois Paul du Feu (en) qui venait de quitter la militante féministe Germaine Greer. Cette union sera la plus longue : le couple divorce en 1981. Paul et Maya garderont des relations d’amitié,,.
À sa mort, elle a trois petits-enfants et un arrière-petit-fils.

## Archives
Les archives de Maya Angelou sont déposées et consultables auprès de la New York Public Library et son annexe le Arthur Schomburg Center for Research in Black Culture.

## Œuvres

### Autobiographie en 7 volumes
- - Volume     1 : Je sais pourquoi l’oiseau chante en cage
  - Volume     2 : Rassemblez vous en mon nom
  - Volume     3 : Chanter,     swinguer, faire la bringue comme à Noël
  - Volume     4 : Tant que je serai noire
  - Volume     5 : un billet d’avion pour l’Afrique
  - Volume     6 : Une chanson jetée au ciel
  - Volume     7 : Maman & Moi & Maman

### Recueil de poèmes
- Just Give Me a Cool Drink of Water 'Fore I Diiie, Random House, 12 août 1971, 72 p. (ISBN 9780394471426, lire en ligne),
- Oh Pray My Wings Are Gonna Fit Me Well, Bantam Books, 1975, rééd. 1 octobre 1977, 84 p. (ISBN 9780553108897, lire en ligne),
- And Still I Rise (ill. Diego Rivera), Random House, 1978, rééd. 7 août 2001, 72 p. (ISBN 9780375505966, lire en ligne),
- Shaker, Why Don't You Sing?, Random House, 12 février 1983, 72 p. (ISBN 9780394521442, lire en ligne),
- Now Sheba Sings The Song, Puffin Books, 1987, rééd. 28 avril 1988, 64 p. (ISBN 9780525483748, lire en ligne),
- I Shall Not Be Moved: Poems, Random House, 1990, rééd. 13 mai 1997, 74 p. (ISBN 9780679457084, lire en ligne),
- On the Pulse of Morning, Random House, 9 novembre 1993, 40 p. (ISBN 9780679748380, lire en ligne),
- The Complete Collected Poems, Random House, 13 septembre 1994, 273 p. (ISBN 9780679428954, lire en ligne),
- Phenomenal Woman: Four Poems Celebrating Women, Random House, 17 janvier 1995, 40 p. (ISBN 9780679439240, lire en ligne),
- A Brave and Startling Truth, Random House, 19 septembre 1995, 32 p. (ISBN 9780679449041),
- Amazing Peace: A Christmas Poem, Random House, 1er décembre 2005, 40 p. (ISBN 9781400065585, lire en ligne),
- Celebrations: Rituals of Peace and Prayer, Random House, 1er janvier 2006, 136 p. (ISBN 9781400066100, lire en ligne),

### Essais
- Wouldn't Take Nothing for My Journey Now, Bantam, 21 septembre 1993, rééd. 12 mai 1997, 127 p. (ISBN 9780553380170, lire en ligne),
- Letter to My Daughter, Random House, 1987, rééd. 23 septembre 2008, 192 p. (ISBN 9781400066124),
- Even The Stars Look Lonesome, Random House, 24 janvier 1996, rééd. 1998, 164 p. (ISBN 9780679774419, lire en ligne),
- Hallelujah! the Welcome Table: A Lifetime of Memories with Recipes, Random House, 1er janvier 2004, 248 p. (ISBN 9781400062898, lire en ligne),
- Great Food, All Day Long: Cook Splendidly, Eat Smart: A Cookbook, Random House, 1er janvier 2010, 184 p. (ISBN 9781400068449, lire en ligne),
- Rainbow in the Cloud: The Wisdom and Spirit of Maya Angelou, Random House / Center Point Large Print, 28 octobre 2014, rééd. 2015, 152 p. (ISBN 9781628994537, lire en ligne),

### Livres pour enfants
- Mrs. Flowers : A Moment of Friendship, Redpath Press, 1er janvier 1986, 32 p. (ISBN 9781556280092),
- Life Doesn't Frighten Me (ill. Jean-Michel Basquiat), Harry N. Abrams, 6 février 1993, rééd. février 1996, 32 p. (ISBN 9781556702884),
- My Painted House, My Friendly Chicken, and Me, Clarkson Potter, Inc, 13 septembre 1994, 48 p. (ISBN 9780517596678, lire en ligne),
- Kofi and His Magic, Crown Books for Young Readers, 1996, rééd. 11 mars 2003, 48 p. (ISBN 9780375825668),
- Maya's World: Angelina of Italy, Random House Books for Young Readers, 14 septembre 2004, 32 p. (ISBN 9780375828324, lire en ligne),
- Maya's World: Izak of Lapland, Random House Books for Young Readers, 14 septembre 2004, 32 p. (ISBN 9780375828331, lire en ligne),
- Maya's World: Mikale of Hawaii, Random House Books for Young Readers, 14 septembre 2004, 24 p. (ISBN 9780375928352),
- Maya's World: Renee Marie of France, Random House Books for Young Readers, 14 septembre 2004, 24 p. (ISBN 9780375828348),

### Théâtre
- 1966 : The Least of These
- 1974 : rédaction d'une adaptation de la tragédie Ajax de Sophocle,
- 1976 : And Still I Rise

### Éditions francophones
- Je sais pourquoi chante l'oiseau en cage [« I Know Why the Caged Bird Sings, »] (trad. de l'anglais américain par Christiane Besse), Le Livre de Poche, 30 septembre 2009, 352 p. (ISBN 978-2253127536)
  - Je sais pourquoi chante l'oiseau en cage, livre audio lu par Barbara Hendricks, trad. Christiane Besse, des femmes-Antoinette Fouque, « La Bibliothèque des voix », Paris, mars 2022, 11h16.  (EAN 3328140024968 et 3328140024975) - Prix du Livre audio 2023 France Culture - Lire dans le noir[121]
- Rassemblez-vous en mon nom [« Gather Together in My Name »] (trad. de l'anglais américain par Christiane Besse), Les Editions Noir Sur Blanc, 20 août 2020, 266 p. (ISBN 978-2882506443)
- Tant que je serai noire [« The Heart of a Woman »] (trad. Lori Saint-Martin & Paul Gagné), Librairie Générale Française, 30 septembre 2009, 409 p. (ISBN 978-2253127543)
- Un billet d'avion pour l'Afrique [« All God's Children Need Traveling Shoes »] (trad. de l'anglais américain par Lori Saint-Martin & Paul Gagné), Les Allusifs Editions, 1er septembre 2011, 226 p. (ISBN 978-2923682143),
- Lady B [« Mom & Me & Mom »] (trad. de l'anglais américain par Claire Chabalier & Louise Chabalier), Buchet Chastel, 11 septembre 2014, 192 p. (ISBN 978-2283027394)
- La vie ne me fait pas peur [« Life Doesn't Frighten Me »] (trad. de l'anglais américain par Santiago Artozqui, ill. Géraldine Alibeu), Seghers, 8 mars 2018, 45 p. (ISBN 978-2232128356)
- Et pourtant je m'élève (trad. de l'anglais américain par Santiago Artozqui), Points Poésie, 3 mars 2023, 128 p. (ISBN 979-1041400096)

## Théâtre
- 1954-1955 : Porgy and Bess de George Gershwin, où elle tient le rôle de Serena créé par Ruby Elzy[122],
- 1960 : organisation de la revue Cabaret for Freedom avec Sidney Poitier, Ossie Davis, Ruby Dee et Lorraine Hansberry[30],
- 1961 : The Blacks : a Clown show (Les Nègres) de Jean Genet monté au St. Mark's Playhouse (en) (Off-Broadway) avec James Earl Jones, Roscoe Lee Brown, Louis Gossett et Cicely Tyson, où elle joue le rôle de la reine[123],[124],
- 1973 :  Look Away, de Jerome Kilty (en), monté au Playhouse Theatre avec Geraldine Page, dans le rôle d'Elizabeth Keckley[123],[71],

## Filmographie

### Scénarios

#### Films
- 1972 : Georgia, Georgia[125]
- 1974 : All Day Long
- 1993 : Poetic Justice (auteur de poèmes)
- 2008 : The Black Candle (auteur de poèmes)

#### Télévision
- 1968 : Black, Blues, Black, PBS série de dix épisodes[126]
- 1975 : Assignment America, PBS série de six épisodes
- 1976 : The Legacy
- 1976 : The Inheritors
- 1977 : Roots
- 1979 : I Know Why the Caged Bird Sings
- 1982 : Sister, Sister
- 1988 : Trying to Make It Home
- 1988 : Maya Angelou's America: A Journey of the Heart
- 1990-1991 : Brewster Place
- 1996 : Angelou on Burns

### Réalisation
- 1974 : All Day Long
- 1976 : mise en scène et adaptation théâtrale de son poème And Still I Rise,
- 1988 : mise en scène de Moon on a Rainbow Shawl par Errol John (en),
- 1998 : Loin d'ici[127],

## Discographie
- 1957 :  Miss Calypso, label Liberty Records; apparition dans le film Calypso Heat Wave dans son propre rôle.
- 1969 : The Poetry Of Maya Angelou, musique d'Ed. Bland, label GWP Records,
- 2006 : I Know Why The Caged Bird Sings (3 CD), label Time Warner AudioBooks,  (ISBN 1-4055-0159-6),
- 2014 : Caged Bird Songs, label : Smooch Music Inc.

## Musiques de films
- 1957 : Calypso Heat Wave de Fred F. Sears

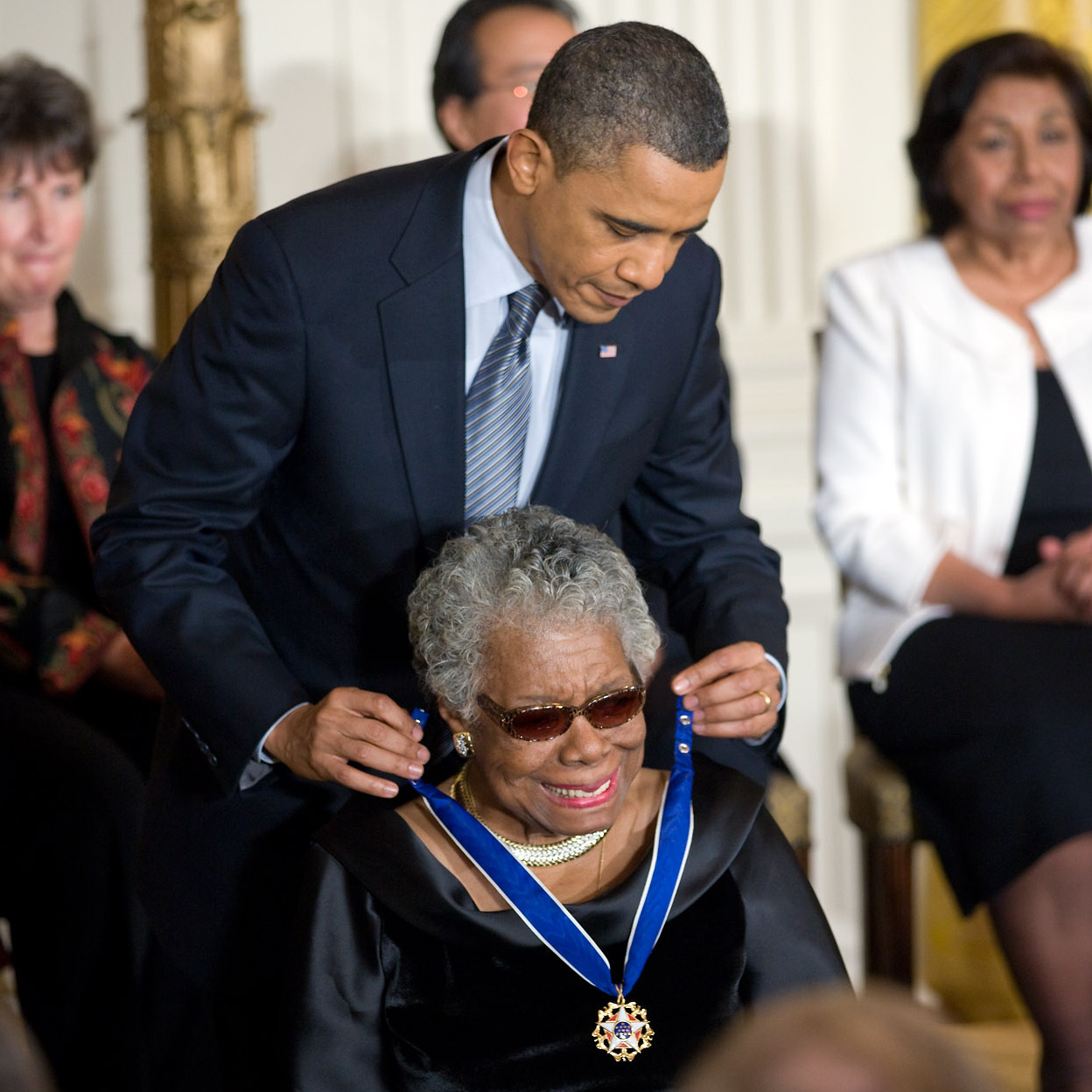
Maya Angelou recevant la médaille présidentielle de la Liberté des mains de Barack Obama en 2011.

- 1972 : Georgia, Georgia[128]

## Distinctions (sélection)
- 1987 : lauréate du North Carolina Award (en) de littérature[129]
- 1993 : lauréate du Grammy Award, catégorie meilleur album de lecture audio, pour son album On The Pulse Of Morning[93],
- 1994 : récipiendaire de la médaille Spingarn décernée par la National Association for the Advancement of Colored People (NAACP)[130],
- 1995 : lauréate du Grammy Award, catégorie meilleur album de lecture audio, pour son album Phenomenal Woman[94]
- 1998 : cérémonie d'admission au National Women's Hall Of Fame[131],
- 2000 : récipiendaire de la National Medal of Arts qui lui a été remise par le président Bill Clinton[132],
- 2002 : lauréate du Grammy Award, catégorie meilleur album de lecture audio, pour son album A Song Flung Up To Heaven[133],
- 2006 : lauréate du Mother Teresa Awards (en)[134]
- 2010 :  Médaille de la Liberté qui lui a été remise par le président Barack Obama[135],[113],
- 2012 : cérémonie d'admission au North Carolina Literary Hall of Fame[136],
- 2017 : cérémonie d'admission au Arkansas Women's Hall of Fame (en)[137],
- 2019 : cérémonie d'admission au California Hall of Fame[138],[139].

En plus de ces distinctions, Maya Angelou a reçu plus de cinquante diplômes honorifiques.

## Hommages
- Un film documentaire, And Still I Rise, lui a été consacré[140] ainsi qu'un podcast sur France Culture[141].
- En astronomie, sont nommés en son honneur (9011) Angelou, un astéroïde de la ceinture principale d'astéroïdes[142], et Angelou, un cratère de la planète Mercure[143].
- Un Google Doodle, Dr Maya Angelou’s 90th Birthday, lui a été consacré[144].
- Un café associatif et culturel à Paris (10, rue Erard, Paris 12e) porte son nom[145].
- Pour sa chanson New Agenda, sortie sur l'album Janet., Janet Jackson s'est inspirée de la vie de Maya Angelou[146].
- Dans Les Simpson, épisode 3, saison 12 (Une fille de clown) : Maya Angelou participe à une table ronde organisée dans un salon du livre.
- La rappeuse kényane Muthoni Drummer Queen cite Maya Angelou comme l'une de ses inspirations et elle lui rend hommage dans son titre Caged Bird, en référence au poème du même nom[147].
- En 2021, une poupée Barbie à son effigie est créée par Mattel au sein de la série « Inspiring Women »[148]
- La chanson Twist in My Sobriety de Tanita Tikaram débute, mot pour mot, par le titre du livre « All God's children need travelling shoes »
- Le pilote Lewis Hamilton affiche le titre du poème Still I Rise sur tous ses casques, il a déclaré à ce sujet en 2018 : « Je voudrais vraiment encourager ceux qui ne connaissent pas Still I Rise à le lire. Il s'adresse à ceux qui trébuchent et tombent. »[149]

## Pour approfondir

#### Notices dans des encyclopédies et des manuels de références
- (en-US) Anne Commire & Deborah Klezmer (dir.), Women in World History : a Biographical Encyclopedia, vol. 1, Yorkin Publications, 8 octobre 1999, 666 p. (ISBN 9780787637361, lire en ligne), p. 333-336.
- (en-US) Mary McAleer Balkun (dir.), The Greenwood Encyclopedia of American Poets and Poetry, volume 1, Greenwood Press, 1er décembre 2005, 357 p. (ISBN 9780313323812, lire en ligne), p. 51-52
- (en-US) Steven G. Kellman (dir.), Magill's Survey Of American Literature, volume 1, Salem Press, 1 septembre 2006, rééd. 2007, 469 p. (ISBN 9781587652851, lire en ligne), p. 90-97.
- (en-US) Shari Dorantes Hatch (dir.), Encyclopedia of African-American Writing, Grey House Publishing, 1er septembre 2009, 869 p. (ISBN 9781592372911, lire en ligne), p. 14-16.

#### Essais
- (en-US) Jeffrey M. Elliot (dir.), Conversations with Maya Angelou, Jackson, University Press of Mississippi, 1er mai 1989, 268 p. (ISBN 9780878053612, lire en ligne),
- (en-US) Nancy Shuker, Maya Angelou, Blackbirch Press, 1990, rééd. 1 mars 2001, 136 p. (ISBN 9781567115062, lire en ligne). ,
- (en-US) Dolly A. McPherson, Order Out of Chaos: The Autobiographical Works of Maya Angelou, Little, Brown Book Group, 1er juin 1991, 176 p. (ISBN 9781853812132, lire en ligne),
- (en-US) Miles Shapiro, Maya Angelou, Chelsea House Publications, 1 août 1993, rééd. 1994, 120 p. (ISBN 9780791018910, lire en ligne),
- (en-US) Valerie Spain, Meet Maya Angelou, Random House Books for Young Readers, 1er janvier 1994, 100 p. (ISBN 9780679865421, lire en ligne),
- (en-US) Jayne Pettit, Maya Angelou: Journey of the Heart, Puffin Books, 1 février 1996, rééd. 1 janvier 1998, 88 p. (ISBN 9780140383591, lire en ligne),
- (en-US) Mary E. Williams, Readings on Maya Angelou, Greenhaven Press, juin 1997, 168 p. (ISBN 9781565106307, lire en ligne),
- (en-US) Harold Bloom & Cindy Dyson, Maya Angelou, Chelsea House Publishers, 1998, rééd. 15 juin 2002, 256 p. (ISBN 9780791061770, lire en ligne),
- (en-US) Judith E. Harper, Maya Angelou, Child's World, 1er janvier 1999, 48 p. (ISBN 9781567665703, lire en ligne),
- (en-US) Terrasita Cuffie, Maya Angelou, Lucent Books, 1er mars 1999, 88 p. (ISBN 9781560065326, lire en ligne),
- (en-US) Pamela Loos, Maya Angelou, Chelsea House Publications, 1 novembre 1999, rééd. 2000, 112 p. (ISBN 9780791049464, lire en ligne),
- (en-US) Lucia Raatma, Maya Angelou: Author and Documentary Filmmaker, Ferguson Publishing Company, 1er janvier 2000, 134 p. (ISBN 9780894343360, lire en ligne). ,
- (en-US) Donna Brown Agins, Maya Angelou: Diversity Makes for a Rich Tapestry, Enslow Publishers, 1er juin 2006, 136 p. (ISBN 9780766024694, lire en ligne).
- (en-US) Vicki Cox, Maya Angelou: Poet, Chelsea House Publications, 1er décembre 2006, 136 p. (ISBN 9780791092248, lire en ligne). ,
- (en-US) Marcia Ann Gillespie, Maya Angelou: A Glorious Celebration, Doubleday Books, 1er avril 2008, 191 p. (ISBN 9780385511087, lire en ligne). ,
- (en-US) Don Nardo, Maya Angelou: Poet, Performer, Activist, Compass Point Books, 1er janvier 2009, 120 p. (ISBN 9780756518899, lire en ligne),
- (en-US) Gail B. Stewart, Maya Angelou, Lucent Books, 1er mai 2009, 112 p. (ISBN 9781420500929, lire en ligne). ,

#### Articles anglophones

##### Années 1975-1989
- Myra K. McMurry, « Role-Playing as Art in Maya Angelou's "Caged Bird" », South Atlantic Bulletin, vol. 41, no 2,‎ mai 1976, p. 106-111 (6 pages) (lire en ligne ),
- Jeffrey M. Elliot, « Maya Angelou, in Search of Self », Negro History Bulletin, vol. 40, no 3,‎ mai - juin 1977, p. 694-695 (2 pages) (lire en ligne )
- David A. Dillon, « Perspectives : The Natural Artistry of Life—Maya Angelou », Language Arts, vol. 55, no 5,‎ mai 1978, p. 630-634 (5 pages) (lire en ligne ),
- Carol E. Neubauer, « Displacement and Autobiographical Style in Maya Angelou's the Heart of a Woman », Black American Literature Forum, vol. 17, no 3,‎ automne 1983, p. 123-129 (7 pages) (lire en ligne ),
- « Learning in Literature: Maya Angelou, "I Know Why the Caged Bird Sings" », Language Arts, vol. 62, no 2,‎ février 1985, p. 121-123 (3 pages) (lire en ligne ),
- Fran Moira, « maya angelou on the 'child stealing' case », Off Our Backs, vol. 16, no 3,‎ mars 1986, p. 20 (1 page) (lire en ligne )
- Carol E. Neubauer et Maya Angelou, « An Interview with Maya Angelou », The Massachusetts Review, vol. 28, no 2,‎ été 1987, p. 286-292 (7 pages) (lire en ligne ),
- Eugene B. Redmond, « Boldness of Language and Breadth: An Interview with Maya Angelou », Black American Literature Forum, vol. 22, no 2,‎ été 1988, p. 156-157 (2 pages) (lire en ligne ),
- J. Eleanor Mayer, « Modern Poetry in the Classroom: Neighborhoods: Maya Angelou's "Harlem Hopscotch" », The English Journal, vol. 77, no 5,‎ septembre 1988, p. 86-88 (3 pages) (lire en ligne ),
- Joanne Megna Wallace, « Simone de Beauvoir and Maya Angelou : Birds of a Feather », Simone de Beauvoir Studies, vol. 6,‎ 1989, p. 49-55 (7 pages) (lire en ligne ),

##### Années 1990-1999
- Elizabeth Fox-Genovese, « Myth and History: Discourse of Origins in Zora Neale Hurston and Maya Angelou », Black American Literature Forum, vol. 24, no 2,‎ été 1990, p. 221-235 (15 pages) (lire en ligne ),
- Mary Jane Lupton, « Singing the Black Mother: Maya Angelou and Autobiographical Continuity », Black American Literature Forum, vol. 24, no 2,‎ été 1990, p. 257-276 (20 pages) (lire en ligne ),
- Pierre A. Walker, « Racial Protest, Identity, Words, and Form in Maya Angelou's I Know Why the Caged Bird Sings », College Literature, vol. 22, no 3,‎ octobre 1995, p. 91-108 (18 pages) (lire en ligne ),
- Karen Chandler, « Funeral Imagery in Maya Angelou's "I Know Why the Caged Bird Sings" », Obsidian III, vol. 1, no 1,‎ 1 semestre 1999, p. 239-250 (12 pages) (lire en ligne ),
- Jean 'Binta' Breeze, « Planted by the Waters: A Tribute to Maya Angelou », The Black Scholar, vol. 29, nos 2/3,‎ été 1999, p. 9-11 (3 pages) (lire en ligne ),

##### Années 2000-2009
- Audrey T. McCluskey, « Maya Angelou: Telling the Truth, Eloquently », Black Camera, vol. 16, no 2,‎ hiver 2001, p. 3-4, 11 (3 pages) (lire en ligne ),
- Siphokazi Koyana et Rosemary Gray, « Growing up with Maya Angelou and Sindiwe Magona: A Comparison », English in Africa, vol. 19, no 1,‎ mai 2002, p. 85-98 (14 pages) (lire en ligne ),
- Siphokazi Koyana, « The Heart of the Matter: Motherhood and Marriage in the Autobiographies of Maya Angelou », The Black Scholar, vol. 32, no 2,‎ été 2002, p. 35-44 (10 pages) (lire en ligne ),
- Eleanor W. Traylor, « Maya Angelou Writing Life, Inventing Literary Genre », The Langston Hughes Review, vol. 19,‎ printemps 2005, p. 8-21 (14 pages) (lire en ligne ),
- Yasmin Y. DeGout, « The Poetry of Maya Angelou: Liberation Ideology and Technique », The Langston Hughes Review, vol. 19,‎ printemps 2005, p. 36-47 (12 pages) (lire en ligne ),
- Joanne V. Gabbin, « Maya Angelou—The Peoples' Poet Laureate An Introduction », The Langston Hughes Review, vol. 19,‎ printemps 2005, p. 3-7 (5 pages) (lire en ligne ),
- Natasha Cole-Leonard, « Maya Angelou's "Hallelujah! The Welcome Table, A Lifetime of Memories with Recipes" as Evocative Text, or, "Ain't" Jemima's Recipes », The Langston Hughes Review, vol. 19,‎ printemps 2005, p. 66-69 (4 pages) (lire en ligne ),
- Suzette A. Henke, « Maya Angelou's "Caged Bird" as Trauma Narrative », The Langston Hughes Review, vol. 19,‎ printemps 2005, p. 22-35 (14 pages) (lire en ligne ),

##### Années 2010-2019
- Gregory D. Smithers, « Challenging a Pan-African Identity: The Autobiographical Writings of Maya Angelou, Barack Obama, and Caryl Phillips », Journal of American Studies, vol. 45, no 3,‎ août 2011, p. 483-502 (20 pages) (lire en ligne ),
- Karsonya Wise Whitehead, « Strumming Our Fate with her Fingers: Discovering Maya Angelou », Black History Bulletin, vol. 77, no 2,‎ 2014, p. 5-15 (11 pages) (lire en ligne ),
- Patricia G. Lespinasse, « "The Song Struggling to Be Heard": Reclaiming Gender and Jazz in Maya Angelou's "The Reunion" », CLA Journal, vol. 58, nos 1/2,‎ septembre / décembre 2014, p. 65-76 (12 pages) (lire en ligne ),
- Robert Evans, « Maya Angelou's "I Know Why the Caged Bird Sings" And the Advantages of a Pluralist Close Reading », CLA Journal, vol. 58, nos 1/2,‎ septembre- décembre 2014, p. 36-47 (12 pages) (lire en ligne ),
- Eleanor W. Traylor, « The Protocols of Wonder in the Enunciatory Narrative of Maya Angelou », CLA Journal, vol. 58, nos 1/2,‎ septembre / décembre 2014, p. 20-35 (16 pages) (lire en ligne )
- Cheryl A. Wall et Maya Angelou, « Angelou at the Algonquin: An Interview by Cheryl A. Wall », CLA Journal, Vol. 58, No. 1/2,‎ septembre- décembre 2014, p. 10-19 (10 pages) (lire en ligne ),
- Emilie M. Townes, « In Memoriam: The Power of Testimony: Maya Angelou (April 4, 1928–May 28, 2014) », Journal of the American Academy of Religion, vol. 82, no 3,‎ septembre 2014, p. 579-581 (3 pages) (lire en ligne ),
- Mary Jane Lupton, « "When Great Trees Fall": The Poetry of Maya Angelou », CLA Journal, vol. 58, nos 1/2,‎ septembre / décembre 2014, p. 77-90 (14 pages) (lire en ligne ),
- Cheryl A. Wall, « Maya Angelou: Toward a Criticism Worthy of Its Subject », CLA Journal, vol. 58, nos 1/2,‎ septembre / décembre 2014, p. 1-9 (10 pages) (lire en ligne ),
- Tasha Choma-Sampson, « Come, Dine at my Table: The Enactment of Safe Spaces in the Cookbooks of Maya Angelou », CLA Journal, vol. 58, nos 1/2,‎ septembre / décembre 2014, p. 105-117 (13 pages) (lire en ligne ),
- Terrence Tucker, « Healing the (Re)Constructed Self: The South, Ancestors, and Maya Angelou's "Down in the Delta" », CLA Journal, vol. 58, nos 1/2,‎ septembre / décembre 2014, p. 91-104 (14 pages) (lire en ligne ),
- Robert Evans, « Maya Angelou's "I Know Why the Caged Bird Sings" And the Advantages of a Pluralist Close Reading », CLA Journal, vol. 58, nos 1/2,‎ septembre / décembre 2014, p. 36-47 (12 pages) (lire en ligne ),
- Noha F. Abdelmotagally, « Moving Beyond Limits: The Educational Path in Maya Angelou's Collected Auto(edu)biographies », CEA Critic, vol. 77, no 1,‎ mars 2015, p. 82-96 (15 pages) (lire en ligne ),
- Jane Humphries, « ‘But still, like dust, I’ll rise’ (after Maya Angelou) », Circa,‎ 6 juillet 2018, p. 11 pages (lire en ligne ),

##### Années 2020-2029
- Douglas Taylor, « “A History We Can Neither Accept nor Deny: Feeding and Purging the Spirits in Maya Angelou’s All God’s Children Need Traveling Shoes” », Journal of African American Studies, vol. 24, no 2,‎ juin 2020, p. 258-268 (11 pages) (lire en ligne ),